# Haslington (Guyana)
Haslington ist eine Zuckerplantage in Guyana in der Region Demerara-Mahaica.

## Geographie
Der Ort liegt an der Atlantik-Küste im Gebiet von etwa 20 km östlich von Georgetown.
Der Ort ist wie alle Orte entlang der Küste am Reißbrett angelegt. Straßen und Entwässerungskanäle teilen den Ort in Haslington North an der Küste und Haslington South im Landesinnern. Landwirtschaftliche Flächen erstrecken sich von der Küste aus schnurgerade ins Hinterland. Im Umkreis liegen die Orte Golden Grove (Guyana) und John and Cove (O) sowie Enmore (W).
Im Ortsgebiet liegen die Kirchen St Mark’s Parish Church, Haslington Seventh-day Adventist Church, sowie ein Hindu-Tempel.